# Jean Gendrot
Jean Gendrot (prima metà XV secolo – seconda metà del XV secolo) è stato un architetto francese che progettò castelli in stile rinascimentale presso la corte del duca Renato d'Angiò.

## Opere

### Le Lude
Nel 1456 Jean Daillon divenne conte di Lude e proprietario del Castello di Lude; questo edificio, tuttavia, era stato gravemente danneggiato durante la guerra dei cent'anni ed il nuovo conte lo volle ricostruire trasformandolo in un elegante palazzo signorile. Essendo un amico del re Renato d'Angiò, gli venne presentato Jean Gendrot, suo capomastro: Daillon gli affidò la ricostruzione del castello come "Maestro incaricato delle opere del signore di Lude".
Nel 1479 Jean Gendrot presentò un progetto in stile rinascimentale, consistente in una grande opera di ammodernamento che proseguì per molti anni. Per seguire i lavori l'architetto fece costruire svariate case per gli operai, ed in particolare per i capisquadra; la più elegante di queste abitazioni, in stile rinascimentale, fu occupata dallo stesso Gendrot.
La prima preoccupazione di Gendrot fu di radere al suolo completamente le ali, il ponte levatoio ed il bastione, così da colmare il divario che c'era tra il cortile inferiore e l'attuale parterre dell'Est. Fece demolire la torre di nord-ovest, che era più piccola delle altre, e la ricostruì con dimensioni maggiori.
Jean Daillon morì prima della fine dei lavori ed il suo progetto fu portato avanti dal figlio Jacques.

### Altre opere
In quanto architetto del duca d'Angiò, Gendrot si occupò della ristrutturazione di alcune delle residenze personali del suo padrone; tra le altre cose si occupò di restaurare il maniero di Reculée, ad Angers. Questo era situato nei pressi del fiume Maine e offriva al re una veduta generale della città, della cattedrale e del castello. Gendrot si occupò anche della realizzazione di una galleria di due piani nel castello di Angers.
Nel 1480, dopo la morte di Renato d'Angiò, sua figlia Margherita d'Angiò ritornò ad Angers e passò il resto della sua vita tra il piccolo maniero di Reculée e la sua villa Saumur.